# 2016 (szám)
A 2016 (római számmal: MMXVI) egy természetes szám, kanonikus alakja 25 · 32 · 71.

## A szám a matematikában
A tízes számrendszerbeli 2016-os a kettes számrendszerben 11111100000, a nyolcas számrendszerben 3738, a tizenhatos számrendszerben 7E0 alakban írható fel.
A 2016 páros szám, összetett szám.
Kanonikus alakban a 25 · 32 · 71 szorzattal, normálalakban a 2,016 · 103 szorzattal írható fel. Harminchat osztója van a természetes számok halmazán, ezek növekvő sorrendben: 1, 2, 3, 4, 6, 7, 8,  9, 12, 14, 16, 18, 21, 24,  28, 32, 36, 42, 48, 56, 63,  72, 84, 96, 112, 126, 144, 168,  224, 252, 288, 336, 504, 672, 1008 és 2016.
Bővelkedő szám, háromszögszám, hatszögszám, huszonnégyszögszám. A kilencdimenziós hiperkocka 2016 db ötdimenziós hiperkockát tartalmaz.
Praktikus szám.
Erdős–Nicolas-szám.
Egyetlen szám, az 1456 valódiosztóösszeg-függvényeként áll elő.
A 2016 helyen az Euler-függvény helyettesítési értéke 576, a Möbius-függvényé 0, a Mertens-függvényé 1.